# 夏のかけら (Aqua Timezの曲)
『夏のかけら』（なつのかけら）は、Aqua Timezの7枚目のシングルである。2008年10月1日発売。

## 概要
- 前作「虹」以来、約5か月ぶりとなるシングル。
- キャッチフレーズは「色とりどりの笑い声を空に響かせたあの頃」。

## 収録曲
1. 夏のかけら [4:43]（作詞・作曲：太志）
新垣結衣主演の映画『フレフレ少女』主題歌。
太志曰く、「大人になった今と引き替えに忘れてしまった子供の頃の気持ちを思い出させてくれるような曲」
2. 秋になるのに [4:12]（作詞：太志　作曲：大介・太志）
三菱自動車パジェロミニTVCMソング。
3. on the run [2:27]（作詞：太志　作曲：大介・太志）
4. 夏のかけら-Instrumental- [4:42]

編曲：Aqua Timez（全曲）